# Ханеман фон Лайнинген-Риксинген
Ханеман (Харман) фон Лайнинген-Риксинген (на немски: Hannemann (Hermann) von Leiningen-Rixingen; * ок. 1436; † юли между 1506 и 1507) е граф на Лайнинген-Риксинген в Лотарингия.

## Произход и наследство
Той е син на граф Рудолф фон фон Лайнинген-Риксинген († 1475) и съпругата му Агнес фон Цвайбрюкен-Бич († 1454), дъщеря на граф Ханеман II фон Цвайбрюкен-Бич († ок. 1418) и Имагина фон Йотинген († 1450). Внук е на граф Йохан фон Лайнинген-Риксинген († 1442/1445) и графиня Елизабет фон Люцелщайн († пр. 1437). Брат е на Фридрих фон Лайнинген († 1470), архдякон в Страсбург, граф Векер фон Лайнинген-Риксинген († пр. 1499), Хайнрих, 1459 г. каноник в Страсбург, Йохан, 1468 г. каноник в Страсбург, Имагина († сл. 1468), омъжена през 1452 г. за Каспар фон Раполтщайн († сл. 9 март 1456), Елизабет, Маргарета (fl. 1499 – 1519) и на Ейфемия, монахиня в Есен (fl. 1495).
Ханеман няма син, двете му дъщери Елизабет и Валпурга са наследнички на половината на Форбах и Риксинген (днес „Réchicourt-le-Château“ в Гранд Ест).

## Фамилия
Ханеман се жени пр. 1457 г. за Аделхайд фон Зирк († сл. 1508), дъщеря на Арнолд VII фон Зирк, господар на Фрауенберг, граф фон Монклер († 1443) и вилд и Рейнграфиня Ева фон Даун († сл. 1485). Те имат две дъщери:
- Елизабет фон Лайнинген († сл. 1477), наследничка на половин Форбах и Риксинген, омъжена 1477 г. за Емих III фон Даун-Оберщайн-Фалкенщайн († сл. 1515), господар на Оберщайн, Риксинген и Форбах († сл. 1515)
- Валпурга фон Лайнинген-Риксинген († сл. 1492), наследничка на половин Форбах и Риксинген, омъжена пр. 1492 г. за Йохан I фон Хоенфелс, господар на Райполтскирхен († 1516)